# Ivan Franko (ukrajinski pisatelj)
Ivan Jakovič Franko (ukrajinsko Іван Якович Франко, izgovorjeno [iˈwɑn ˈjɑkowɪtʃ frɐnˈkɔ]), ukrajinski pisatelj, pesnik,  družbeni in literarni kritik, novinar, prevajalec, ekonomist, politični aktivist, doktor filozofije, etnograf in avtor prvih detektivskih romanov in moderne poezije v ukrajinščini, * 27. avgust 1856, Nagujeviči, † 28. maj 1916, Lvov.
Franko je bil politični radikalec in ustanovitelj socialističnega ter nacionalističnega gibanja v zahodni Ukrajini. Poleg lastnega literarnega dela je v ukrajinščino prevajal tudi dela znanih osebnosti (William Shakespeare, Lord Byron, Pedro Calderón de la Barca, Dante Alighieri, Victor Hugo, Adam Mickiewicz, Johann Wolfgang von Goethe in Friedrich Schiller). Skupaj s Tarasom Ševčenkom je imel pomemben vpliv na sodobno literarno in politično misel v Ukrajini.

## Biografija
Franko se je rodil očetu Jakivu in materi Mariji v ukrajinski vasi Nagujeviči ki se je takrat nahajala v avstrijskem cesarstvu v Galiciji, danes pa v Lvovski oblasti v Ukrajini.
Za Ivana ga je krstil Josip Levicki, znan pesnik in avtor prve galicijsko-rutenske Gramatyka, ki je bil zaradi »ostrega jezika« izgnan v Nagujeviče. Doma so Ivana klicali Miron (ukrajinsko Мирон, latinizirano: Myron) zaradi lokalnega vraževernega prepričanja, da se lahko s poimenovanjem osebe z drugim imenom izogne smrti. Frankova družina je  v Nahujevičih veljala za »premožno«, z lastnimi služabniki in 24 hektari lastne posesti.
Družina Franko je imela verjetno delno nemškego poreklo, saj so bili potomci nemških kolonistov. S tem se je strinjal tudi Ivan Franko. To trditev podpira tudi Timothy Snyder, ki očeta Jakiva Franka opisuje kot vaškega kovača nemškega rimskokatoliškega porekla. Družina Franko je zagtovo že živela v Galiciji, ko je bila leta 1772 priključena Avstriji. Praded Ivana Franka Teodor Franko je svoje otroke krstil v grškokatoliški cerkvi.
Frankova mati Marija je izhajala iz nižjega plemstva. Kulčicki (tudi Kulczycki) so bili starodavna plemiška družina iz vasi Kulčici v okrožju Sambir. Njena oče je bil Mikola Kulčicki, mati pa Ludovka Gvozdecka, vdova s šestimi otroki iz Jasenyicja Silna. Raziskovalci opisujejo narodnost Frankove matere kot Poljakinjo ali Ukrajinko. Nižje plemstvo v vzhodni Galiciji je pogosto obdržalo elemente poljske kulture in gojilo občutek solidarnosti s poljskim plemstvom, vendar se je tudi ukrajiniziralo in mešalo z okoliškimi kmeti. Na primer, Frankov stric Ivan Kulčicki je sodeloval v poljski vstaji leta 1863, Frankova daljna sorodnica, teta Koszycka, pri kateri je živel med študijem v Drohobiču, je govorila poljsko in ukrajinsko.
Ivan Franko je od leta 1862 do 1864 obiskoval šolo v vasi Jasenicja Silna, nato pa do leta 1867 samostansko šolo v Drogobiču. Preden je dokončal gimnazijo, mu je umrl oče, zato ga je v nadaljevanju šolanja podpiral očim. Kmalu je umrla tudi njegova mati, zato je ostal sam.
Leta 1875 je dokončal šolo v Drogobiču in se vpisal na  univerzo v Lvovu, kjer je študiral klasično filozofijo, ukrajinščino in ukrajinsko književnost. Na univerzi je Franko začel svojo literarno pot. Objavljal je različna pesniška dela in roman Petriji i Dovbuščuki, ki jih je izdala študentska revija Drug (Prijatelj). Kasneje se je uredništvu Druga pridružil tudi sam.
Na univerzi v Lvovu se je srečal s socialistom Mihajlom Drahomanovim, ki je na Ivana Franka naredil velik vtis. Pozneje sta razvila dolgo politično in literarno združenje. Zaradi sledečega Frankovega socialističnega pisanja in povezanost z Drahomanovim, je bil leta 1877 skupaj z Mihajlom Pavlikom in Ostapom Terleckim aretiran. Obtožen je bil pripadnosti tajni socialistični organizaciji, ki pa v resnici ni obstajala. Zaprt je bil devet mesecev, kar pa ga ni odvrnilo od političnega delovanja. V zaporu je Franko napisal satiro Smorhonska akademija. Po izpustitvi je študiral dela Karla Marxa in Friedricha Engelsa, prispeval članke za poljski časopis Praca (Delo) in pomagal organizirati delavske skupine v Lvovu. Leta 1878 sta Franko in Pavlik ustanovila revijo Gromadski drug (Javni prijatelj), vendar sta pred vladno prepovedjo izšče le dve številki. Revija se je ponovno pojavila z drugim imenom; Dzvin (Zvon) in Molot (Kladivo). Franko je od leta 1878 do 1880 izdal serijo knjig Dribna knjižnica, nakar je bil drugič aretiran, tokrat zaradi spodbujanja kmetov k državljanski nepokorščini. Po treh mesecih v zaporu v Kolomiji se je vrnil v Lvov. Njegovi vtisi iz tega izgnanstva se zrcalijo v njegovem romanu Na Dni (Na dnu). Po izpustitvi je bil Franko pod policijskim nadzorom. Zaradi nasprotovanja upravi univerze, je bil Franko izključen z Univerze v Lvovu (ta se je po pisateljevi smrti preimenovala v Nacionalno univerzo Ivana Franka v Lvovu).
Franko je leta 1881 aktivno sodeloval pri reviji Svit (Svet). Napisal je več kot polovico gradiva (odštevši nepodpisane prispevke). Kasneje istega leta se je Franko preselil v rodne Nagujeviče, kjer je napisal roman Zahar Berkut, prevedel Goethejevega Fausta in Heinejevo pesem Deutschland: ein Wintermärchen v ukrajinščino. Napisal je tudi vrsto člankov o Tarasu Ševčenku in recenziral zbirko Hutorna Poezija Pantelejmona Kuliša. Franko je bil zaposlen pri reviji Zorja (Zarja), leto kasneje pa je postal član uredništva časopisa Dilo (Akcija).
Maja 1886 se je Franko poročil z Olgo Horužinsko iz Kijeva. Posvetil ji je zbirko poezije Z veršin i nižin (Z višin in nižin). Nekaj časa sta živela na Dunaju, kjer se je Franko srečal z osebnostmi, kot sta bila Theodor Herzl in Tomáš Garrigue Masaryk. Njegova žena naj bi pozneje zaradi smrti prvorojenca Andrija duševno zbolela.
Leta 1888 je Franko prispeval članke v reviji Pravda in se družil z rojaki iz  kar je skupaj z njegovim druženjem z rojaki iz osrednje Ukrajine privedlo do njegove tretje aretacije leta 1889. Zaprt je bil dva meseca, po izpustu pa je skupaj z Mihajlom Drahomanovom in Mihajlom Pavlikom ustanovil Ukrajinsko radikalno stranko. Franko je bil kandidat stranke za sedež v avstrijskem parlamentu in galicijskem zboru, vendar na volitvah ni dobil zadosti glasov.
Leta 1891 je Franko obiskoval Univerzo Franca Joževa v Črnovcih kjer je pripravil disertacijo o Ivanu Višenskemu. Nato je obiskoval Univerzo na Dunaju, da bi zagovarjal doktorsko disertacijo o duhovni romanci Barlaam in Josafat pod mentorstvom Vatroslava Jagića, ki je takrat veljal za najpomembnejšega poznavalca slovanskih jezikov. Franko je doktorat iz filozofije na dunajski univerzi prejel 1. julija 1893. Leta 1894 je bil imenovan za predavatelja zgodovine ukrajinske književnosti na univerzi v Lvovu. Tam ni mogel predsedovati oddelku za ukrajinsko književnost, ker so mu nasprotovali galicijski konzervativci in viceregen Kazimierz Badeni.
Četa 1898 je Franko v reviji Žitje i Slovo objavil članek Socijalizm i socijal-demokratizm (Socializem in socialna demokracija), ki je ostro kritiziral ukrajinsko socialno demokracijo in socializem Marxa in Engelsa. Svojo protimarksistično držo je leta 1898 nadaljeval v pesniški zbirki z naslovom Mij smaragd (Moj smaragd), v kateri je marksizem opisal kot »religijo, ki temelji na dogmah sovraštva in razrednega boja«. Zaradi razkola pogledov na socializem in nacionalno vprašanje je njegovo sodelovanje z Mihajlom Drahomanivom postalo napeto. Kasneje ga je Franko obtožil, da je z objavo Suspil'nopolitični pogliadi M. Drahomanova (Družbenopolitični pogledi M. Drahomanova) leta 1906 usodo Ukrajine povezal z usodo Rusije. Razkol je doživela tudi njegova Ukrajinska radikalna stranka, zato je leta 1899 z zgodovinarjem Mihajlom Gruševskim ustanovil Narodnodemokratsko stranko, kjer je deloval do svojega umika iz političnega življenja leta 1904.
Franko je sicer živel v revščini. Študenti in aktivisti v Lvovu so bili zaradi tega osramočeni in so mu skupaj kupili hišo, v kateri je preživel svojih preostalih 14 let. Danes je v njej muzej Ivana Franka.
Leta 1904 se je Franko udeležil etnografske ekspedicije na območju Bojka s Filaretom Koleso, Fedirjem Vovkom in ruskim etnografom.
1914 je izšla njegova jubilejna zbirka Privit Ivanovi Frankovi (Pozdrav Ivanu Franku) in zbirka Iz lit mojeji molodosti (Iz let moje mladosti).
V zadnjih devetih letih svojega življenja je Franka mučila revma, ki mu je sčasoma ohromila desno roko, zato je sam le poredko pisal. Pomagali so mu sinovi, še posebno Andrij.
Leta 1916 sta Josef Zastyretz in Harald Hjärne predlagala Franka za Nobelovo nagrado za književnost leta 1916, vendar je umrl, preden je bila nominacija dokončana.

## Smrt
Franko je v revščini umrl 28. maja 1916 ob 16. uri. Na parah je ležal na mizi, pokrit samo z raztrgano rjuho. Njegov pokop in pogrebna oblačila so plačali njegovi oboževalci, pogreba pa se ni udeležil nihče iz njegove družine. Pokopan je bil na Ličakivskem pokopališču v Lvovu.
Kmalu po Frankovi smrti sta po porazu Rusije v prvi svetovni vojni nastali dve samostojni ukrajinski republiki.

## Družina

### Žena
Olga Fedorivna Horužinska (1886-1941), diplomantka Inštituta plemiških dam v Harkovu in kasneje dvoletnih višjih tečajev v Kijevu, znala je več jezikov in igrala klavir, je umrla leta 1941.

### Otroci
- Andrij Franko (1887 - 1913) - umrl pri 27 letih zaradi srčnega popuščanja.
- Petro Franko (1890–1941), kemijski inženir, veteran ukrajinskih sičskih strelcev v prvi svetovni vojni, ustanovitelj ukrajinskega letalstva, ukrajinski politik in ljudski poslanec v Vrhovni radi. Njegova žena je bila Olga Franko.
- Taras Franko (1889 - 1971), veteran ukrajinskih sičskih strelcev. Otroci:
  - Roland Franko (1931-2021), ukrajinski politik,[14] diplomat, diplomant Kijevskega politehničnega inštituta, z njegovimi prizadevanji je leta 1996 Združeno kraljestvo podarilo svojo antarktično postajo Faraday Ukrajini, kasneje je bila preimenova v raziskovalno postajo Vernadski.
  - Zenovija Franko (1925-1991), ukrajinska filologinja[15] in pomembna osebnost ukrajinskega nacionalističnega gibanja v času Sovjetske zveze.[16]
  - Darina Franko
- Hanna Ključko (roj. Franko) (1892 - 1988), ukrajinska pisateljica, publicistka, memoaristka

Po besedah Rolanda Franka je bil njegov stari oče visok 174 cm, imel rdeče lase in vedno nosil brke ter ukrajinsko vezeno srajco (višivanka).
Nekateri Frankovi potomci so se izselili v ZDA in Kanado. Njegov pranečak Jurij Šimko je kanadski politik in borec za človekove pravice, ki živi v Torontu in je bil v osemdesetih letih prejšnjega stoletja izvoljen v kanadski parlament in v zakonodajno telo Ontaria.

## Literarna dela
Lesišina Čeliad in Dva Prijateli sta bili objavljeni v literarnem almanahu Dnistrjanka leta 1876. Kasneje istega leta je napisal svojo prvo pesniško zbirko Baljadi i rozkazi (Balade in zgodbe). Njegova prva zgodba iz serije Borislav je bila objavljena leta 1877.
Težko življenje ukrajinskih delavcev in kmetov je Franko upodobil v romanih Borislav smijetsja (1881–1882) in Boa Constrictor (1878). Njegova dela se ukvarjajo z ukrajinskim nacionalizmom in zgodovino (Zahar Berkut, 1883), socialnimi vprašanji (Osnovi suspilnosti, 1895) in filozofijo (Semper Tiro, 1906).
Potegnil je vzporednice z izraelskim iskanjem domovine in ukrajinsko željo po neodvisnosti v In Smert Kajina (1889) in Mojsej (1905). Ukradene ščastja (1893) velja za njegovo najboljšo dramsko mojstrovino. Skupno je Franko napisal več kot tisoč del.
V času Sovjetske zveze je bil zelo promoviran v Ukrajini, zlasti zaradi svoje pesmi Kamenjari, ki vsebuje revolucionarne politične ideje.

### Dela prevedena v slovenščino
V slovenščino sta prevedeni dve deli Ivana Franka:
- roman Zahar Berkut[17]
- kratka proza Pantalaha[18]

## Zapuščina
Leta 1962 je bilo mesto Stanislaviv v zahodni Ukrajini po Ivanu Franku preimenovano v Ivano-Frankivsk.
Novembra 2018 je bilo v Ukrajini 552 ulic poimenovanih po Ivanu Franku.
Zaradi njegove slavne pesmi Kamenjari je bil povezan tudi z imenom Kamenjar, še posebno v času sovjetskega režima. Čeprav je bil socialist, njegova politična stališča večinoma niso ustrezala ideologiji Sovjetske zveze. 8. aprila 1978 je astronom Nikolaj Černih s tem imenom poimenoval asteroid 2428 Kamenyar.
V Ameriki je zapuščina Ivana Franka živa še danes. Ciril Genik, ki je bil svat na poroki Franka, je emigriral v Kanado. Genik je postal prvi Ukrajinec, ki ga je zaposlila kanadska vlada – delal je kot imigracijski agent. S svojim bratrancem Ivanom Bodrugom in njegovim prijateljem Ivanom Negričom so bili v Winnipegu znani kot Berezivska Trijcja, ki je bila prežeta s Frankovim nacionalizmom in liberalizmom. Trojica je leta 1903 v Winnipeg pripeljala škofa Serafima – odpadniškega ruskega meniha, posvečenega v škofa na gori Atos, da bi Ukrajince osvobodil vseh verskih in političnih skupin v Kanadi, ki so jih skušale asimilirati med njih. V dveh letih je karizmatični Seraphim zgradil slavno katedralo iz pločevink, ki je imela skoraj 60.000 sledilcev. 
Danes v Winnipegu stoji doprsni kip Ivana Franka, ki stoji na stebru na dvorišču dvorca Ivana Franka na ulici McGregor in cesto. Tam sta stali dve cerkvi. Prvo (danes porušena) je Serafim odprl in blagoslovil in odprl ob svojem prihodu, preden je zgradil svojo katedralo. Druga je bila neodvisna grška cerkev (še stoji), katere vodja je po Sefaimu postal Ivan Bodrug. Zavest Ivana Franka je v veliki ukrajinski skupnosti v Kanadi omogočila najti lastno ukrajinsko-kanadsko identiteto.
Leta 2019 je izšel ukrajinsko-ameriški zgodovinski akcijski film The Rising Hawk s proračunom 5 milijonov dolarjev. Temelji na zgodovinskem romanu Zahar Berkut Ivana Franka.